# Pasta cynkowa
Pasta cynkowa (łac. Pasta Zinci, syn. Zinci oxidi pasta FP XIII, pasta z tlenkiem cynku) – preparat galenowy do użytku zewnętrznego, sporządzany według przepisu farmakopealnego w zakresie receptury aptecznej.
W Polsce na stan obecny (2024) skład określa Farmakopea Polska XII (2023). Jest preparatem półstałym (maścią) typu zawiesiny (składniki rozproszone w podłożu) o twardej, spoistej konsystencji. Wykazuje działanie wysuszające, ściągające oraz słabo przeciwzapalne. Wykorzystywana w lecznictwie per se oraz jako podstawa innych preparatów (maści i past) sporządzanych w aptekach, jako leki magistralne.
Podobnym preparatem jest maść cynkowa, która różni się mniejszym stężeniem tlenku cynku oraz rodzajem podłoża. Działanie pasty jest bardziej powierzchniowe niż maści. Należy do tzw. past obojętnych, dobrze ochraniających skórę przed maceracją i czynnikami drażniącymi. Nie powinna być stosowana na ogniska sączące oraz pokryte strupami.

Skład:
Zincum oxydatum  25 cz. (tlenek cynku)
Amylum Tritici  25 cz. (skrobia pszeniczna)
Vaselinum album    50 cz. (do 100 cz.)   (wazelina biała)